# Марагожипи
Марагожипи (порт. Maragogipe) — муниципалитет в Бразилии, входит в штат Баия. Составная часть мезорегиона Агломерация Салвадор. Входит в экономико-статистический микрорегион Санту-Антониу-ди-Жезус. Население составляет 41 410 человек на 2006 год. Занимает площадь 436,072 км². Плотность населения — 95,0 чел./км².

## История
Город основан в 1725 году.

## Статистика
- Валовой внутренний продукт на 2005 год составляет 113 285 реалов (данные: Бразильский институт географии и статистики).
- Валовой внутренний продукт на душу населения на 2005 год составляет 2746 реалов (данные: Бразильский институт географии и статистики).
- Индекс развития человеческого потенциала на 2000 год составляет 0,634 (данные: Программа развития ООН).